# Matthew Makil
Matthew Makil (ur. 27 marca 1851 w Manjoor, zm. 26 stycznia 1914 w Kottayam) – indyjski biskup katolicki obrządku syromalabarskiego, wikariusz apostolski Changanacherry, a następnie Kottayam, sługa boży Kościoła katolickiego.

## Życiorys
Urodził się 27 marca 1851 roku w wiosce Manjoor (dystrykt Kerala), a jego rodzicami byli Thomman i Anna Makil Puthenpurayil. 30 maja 1874 został wyświęcony na prezbitera. W ramach przywracania hierarchii syromalabarskiej, 11 sierpnia 1896 roku papież Leon XIII mianował go wikariuszem apostolskim Changanacherry i biskupem tytularnym Trallianus in Asia. Święcenia biskupie otrzymał 25 października 1896 z rąk arcybiskupa Władysława Michała Zaleskiego wraz z Johnem Menacherym i Aloysiusem Pazheparambilem. W 1911 mianowano go wikariuszem apostolskim Kottayam, gdzie posługiwał aż do śmierci.
Zmarł 26 stycznia 1914 w Kottayam, w opinii świętości. Obecnie trwa jego proces beatyfikacyjny.

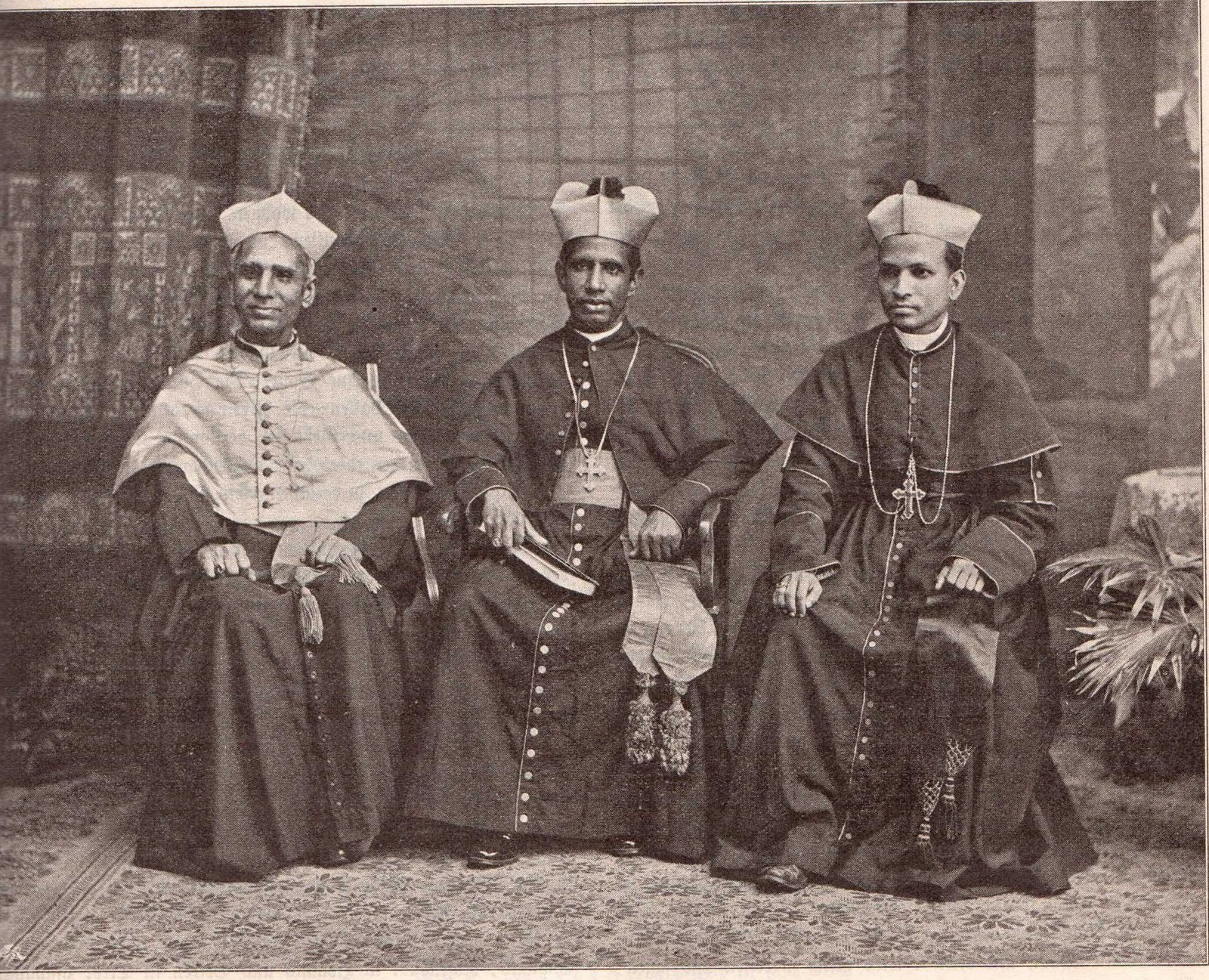
Pierwsi hierarchowie syromalabarscy: Aloysius Pazheparambil, Matthew Makil, John Menachery